# C+C Music Factory

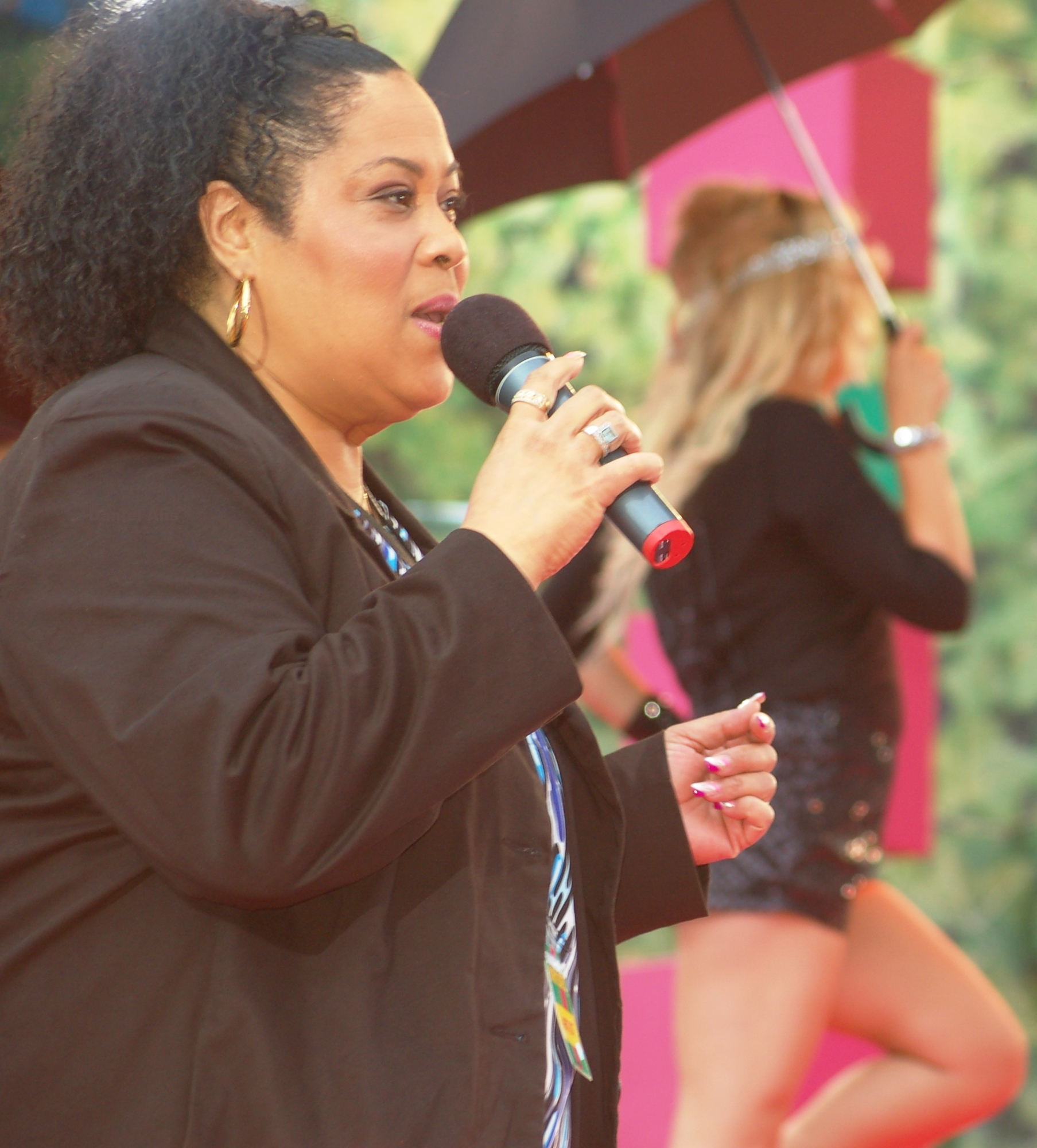
Martha Wash, chanteuse du groupe

C+C Music Factory est un groupe américain de musique des années 1990 formé en 1989 par David Cole et Robert Clivillés.

## Discographie
- 1990 : Gonna Make You Sweat
- 1994 : Anything Goes! (en)
- 1995 : C+C Music Factory
- 2009 : The Very Best of C&C Music Factory

### Singles
- 1990 : Gonna Make You Sweat (Everybody Dance Now) (#1 Billboards Hot 100 Singles, #1 R&B Singles charts)
- 1991 : Here We Go (Let's Rock & Roll) // Things That Make You Go Hmmm... // Just A Touch Of Love (Everyday)
- 1994 : Do You Wanna Get Funky  // Take a Toke
- 1995 : I Found Love // I'll Always Be Around

Leur premier « single » (Gonna Make You Sweat) influença tellement la musique moderne que ce morceau fut remixé et « samplé » de nombreuses fois. C'est devenu un véritable classique des années 1990.